# Kesztölc, Komárom-Esztergom
Kesztölc (în slovacă Kestúc) este un sat în districtul Esztergom, județul Komárom-Esztergom, Ungaria, având o populație de 2.592 de locuitori (2011).

## Demografie
Componența etnică a satului Kesztölc
     Maghiari (74,43%)
     Slovaci (22,77%)
     Germani (1,11%)
     Necunoscut (0,16%)
     Alții (1,53%)
Componența confesională a satului Kesztölc
     Romano-catolici (60,96%)
     Fără religie (12,58%)
     Reformați (3,67%)
     Necunoscută (21,3%)
     Alte religii (2,2%)
Conform recensământului din 2011, satul Kesztölc avea 2.592 de locuitori. Din punct de vedere etnic, majoritatea locuitorilor (74,43%) erau maghiari, existând și minorități de slovaci (22,77%) și germani (1,11%). Apartenența etnică nu este cunoscută în cazul a 0,16% din locuitori.  Din punct de vedere confesional, majoritatea locuitorilor (60,96%) erau romano-catolici, existând și minorități de persoane fără religie (12,58%) și reformați (3,67%). Pentru 21,3% din locuitori nu este cunoscută apartenența confesională.